# Усвідомленість (медитація)
Усвідомленість або майндфулнес (англ. mindfullness) — це когнітивна здатність, яка зазвичай розвивається завдяки спеціальним вправам і полягає в підтриманні метакогнітивної обізнаності щодо змісту власної свідомості та тілесних відчуттів у теперішньому моменті. Термін «mindfulness» походить від палійського слова саті, важливого елемента буддійських традицій, а практика ґрунтується на техніках анапанасаті, чань, а також тибетської медитації.
Із 1990-х років увідомленість без прив'язки до релігійного контексту буддизму набирає популярності на Заході. Вагомий внесок у популяризацію світської усвідомленості в сучасній західній культурі зробили Джон Кабат-Зінн і Тхить Нят Хань.
Із 1970-х років клінічна психологія та психіатрія розробили низку терапевтичних застосувань усвідомленості, спрямованих на допомогу людям із різноманітними психологічними станами.
Клінічні дослідження зафіксували як фізичні, так і психічні переваги практики усвідомленості в різних категоріях пацієнтів, а також у здорових дорослих і дітей.
Критики звертають увагу на комерціалізацію та надмірне маркетингове просування усвідомленості як панацеї для психічного здоров’я. Вони підкреслюють необхідність проведення більшої кількості рандомізованих контрольованих досліджень, кращої методології та залучення більших вибірок.